# Theo Lechner
Theodor „Theo“ Lechner (* 27. Oktober 1883 in Dermbach; † 1975 in München) war ein deutscher Architekt.

## Leben und Wirken
Lechner war der Sohn des Bauingenieurs und Eisenbahnunternehmers Theodor Lechner (1852–1932).
Nach dem Studium in München, Göttingen und Darmstadt gründete er 1912 zusammen mit Fritz Norkauer (1887–1976) ein Architekturbüro. Ab den 1920er Jahren wurden in zahlreichen Architekturwettbewerben die Entwürfe der beiden prämiert, so beispielsweise für das Walchenseekraftwerk und den Flughafen Oberwiesenfeld. In München arbeitete das Büro an mehreren Wohnungsbauprojekten. Beide waren Vertreter der „Bayerischen Postbauschule“. 1927 errichteten sie auf der Ausstellung „Bayerisches Handwerk“ eines der ersten Flachdachwohnhäuser in München. Lechner vertrat zunächst eine moderne Architekturauffassung. Von 1931 bis 1932 machte Sep Ruf ein einjähriges Praktikum im Architekturbüro Norkauer & Lechner und freundete sich mit dem Ehepaar Anny und Theo Lechner an.
Zum 1. September 1932 trat Lechner der NSDAP bei (Mitgliedsnummer 1.316.495). 1934 übernahm er die Gestaltung der Ausstellung „Die Straße“ auf der Theresienhöhe. Organisiert wurde die Ausstellung von Fritz Todt. Die grafische Gestaltung der riesigen Wandkarte mit dem Netz der Reichsautobahnen übernahm Valentin Zietara.
Lechner war Mitglied im Bund Deutscher Architekten und im Deutschen Werkbund sowie im Kampfbund für deutsche Kultur. Er war von 1950 bis 1961 Vorsitzender des Isartalvereins und erhielt 1963 die Ehrenmitgliedschaft des Bayerischen Landesvereins für Heimatpflege.
Sein Leichnam wurde auf dem Nordfriedhof beigesetzt. Seinen Nachlass verwaltet das Architekturmuseum der Technischen Universität München.

## Bauwerke

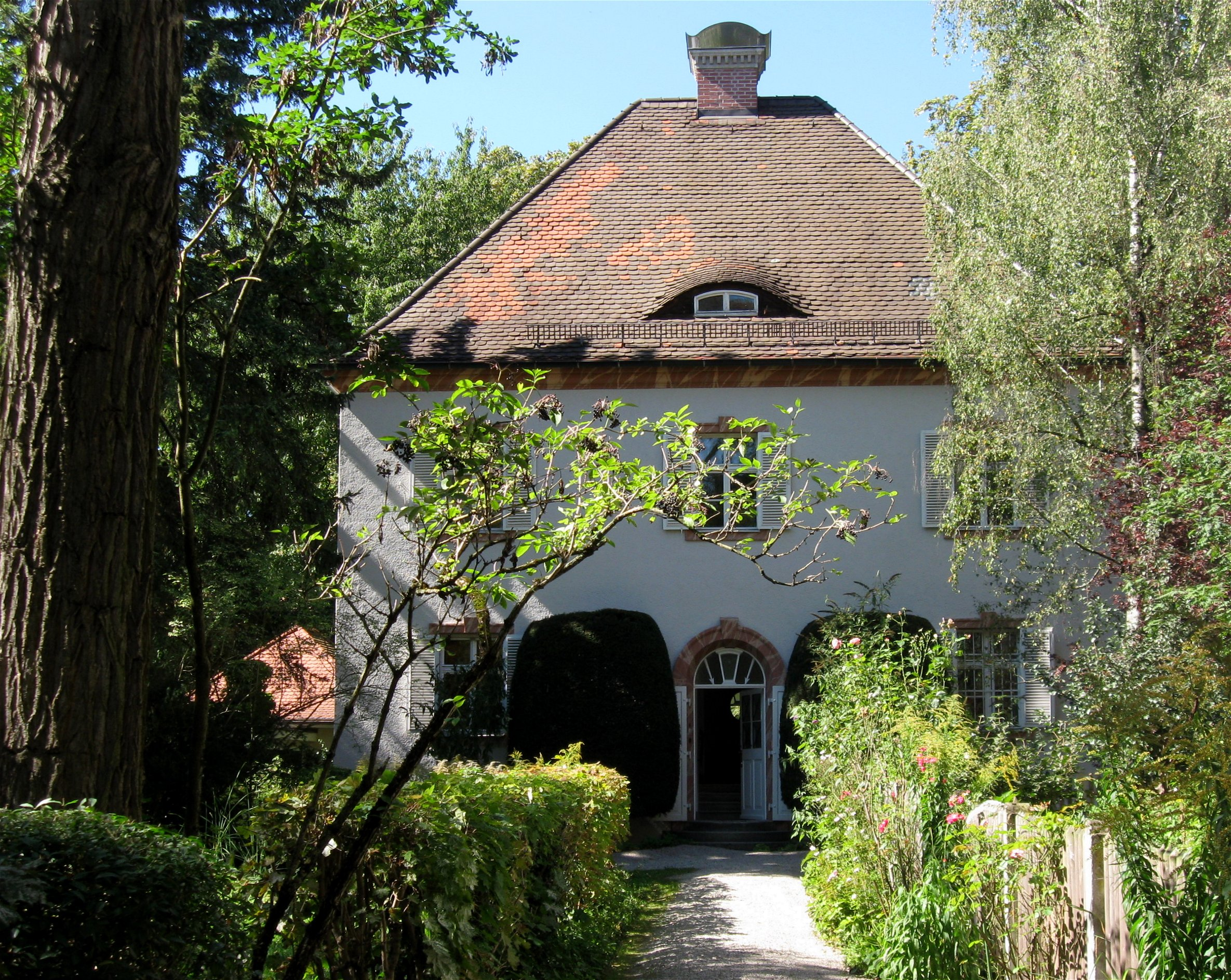
1925: Villa in München-Schwabing-Freimann, Mandlstraße 9 (zusammen mit Fritz Norkauer).

- 1914/15: Villa Finckh in Ebenhausen (Schäftlarn), Zeller Straße 19, Privathaus (zusammen mit Fritz Norkauer)
- 1922: Pfarrhaus in Waldkraiburg, Ebing 108 (zusammen mit Fritz Norkauer)
- 1924: Reihenhaus in München-Bogenhausen, Friedrich-Herschel-Straße 12 (zusammen mit Fritz Norkauer)
- 1925: Villa in München-Schwabing-Freimann, Mandlstraße 9 (zusammen mit Fritz Norkauer)
- 1925: Postamt Deisenhofen (zusammen mit Robert Vorhoelzer und Fritz Norkauer)
- 1925–1926: Mädchenheim der Hanfwerke Füssen–Immenstadt in Füssen (zusammen mit Fritz Norkauer)
- 1927: Ortskrankenkasse in Füssen (zusammen mit Fritz Norkauer)
- 1928–1929: Beamtenhaus der Hanfwerke Füssen–Immenstadt in Füssen (zusammen mit Fritz Norkauer)
- 1928–1930: Siedlung Neuharlaching (zusammen mit Fritz Norkauer, Eugen Dreisch und Wilhelm Scherer)
- 1938–1942: Standortlazarett des Heeres in Garmisch, Lazarettstraße 2 (im Auftrag der Heeresbauverwaltung München; mit seinem Mitarbeiter Egwin Kaup)[11]

## Schriften
- Die Baukunstausstellung München 1926. In: Wasmuths Monatshefte für Baukunst. Nr. 2, 1927, S. 65–67 (zlb.de).